# 朝日を見に行こうよ
「朝日を見に行こうよ」（あさひをみにいこうよ）は、ミラクルシャドウの楽曲。1997年10月24日にケイエスエスより3作目のシングルとして発売。1999年にSMAPによってカバーされたことで知られる。

## 収録曲（ミラクルシャドウ版）
1. 朝日を見に行こうよ
作詞・作曲：安田信二
2. ホーカス・ポーカス
作詞：奈良橋陽子/伊藤アキラ、作曲：タケカワユキヒデ
3. 朝日を見に行こうよ（カラオケ）

## SMAPによるカバー
SMAPによるカバー・バージョンは、1999年1月27日にビクターエンタテインメントより29枚目のシングルとして発売された。ソロパートは木村拓哉と稲垣吾郎のみだが、草彅剛と香取慎吾にはユニゾンパートがある。
SMAPによるカバー・バージョンは、フジテレビ系『SMAP×SMAP』のテーマソングとして使用された。のちに発売されたアルバム『BIRDMAN〜SMAP 013』には「朝日を見に行こうよ (mellow session take)」という別バージョンで収録され、シングル・バージョンはベスト・アルバム『Smap Vest』でアルバム初収録となった。
ミュージック・ビデオが制作されている。楽曲のタイトルや歌詞にも登場している朝日を撮るために、メンバー全員でお台場・芝浦より船に乗ってロケを行った。
シングルのカップリング曲として収録されている「見えないもの」は、日本テレビ系『劇空間プロ野球'97』テーマソング。1997年の時点ではタイトルも明かされず、発売未定となっていた。なお、アルバム『BIRDMAN〜SMAP 013』には未収録となり、以降に発売されたベスト・アルバムにも収録されていない。今曲には木村、稲垣にソロパートがある。

### 収録曲（SMAP版）
1. 朝日を見に行こうよ
作詞・作曲：安田信二、編曲：CHOKKAKU
  - フジテレビ系『SMAP×SMAP』テーマソング
2. 見えないもの
作詞：相田毅、作曲：寺田一郎、編曲：岩田雅之
  - 日本テレビ系『劇空間プロ野球'97』テーマソング
3. 朝日を見に行こうよ（music track）
4. 見えないもの（music track）

## 映像作品
朝日を見に行こうよ
- LIVE BIRDMAN
- LIVE pamS
  - 草彅が朝鮮語のソロで披露
- Smap! Tour! 2002!
- Pop Up! SMAP LIVE! 思ったより飛んじゃいました! ツアー
  - バラードメドレー 内で草彅が担当
- Mr.S "saikou de saikou no CONCERT TOUR"
- Clip! Smap! コンプリートシングルス（PV映像）

### その他のアーティストによるカバー
- 大野智 - 嵐のファーストコンサート『嵐 FIRST CONCERT 2000』やジャニーズJr.のコンサートなどでカバー。CD化はされていない。
- 草彅剛 - テレビ番組『チョナン・カン』で朝鮮語で歌唱。